# Rakel Dögg Bragadóttir
Rakel Dögg Bragadóttir (* 24. Mai 1986) ist eine ehemalige isländische Handballspielerin, die mittlerweile als Handballtrainerin tätig ist.
Rakel Dögg spielte anfangs beim isländischen Verein UMF Stjarnan. Mit Stjarnan gewann sie 2007 und 2008 die Meisterschaft, sowie 2005 und 2008 den Pokal. Im Sommer 2008 wechselte die Rückraumspielerin zum dänischen Erstligisten KIF Vejen. Mit KIF stand sie im selben Jahr im Pokalfinale, scheiterte dort jedoch an Viborg HK. Da sie in Kolding nur geringe Spielanteile bekam, schloss sie sich im November 2009 den norwegischen Erstligisten Levanger HK an. Im Sommer 2012 kehrte sie zu UMF Stjarnan zurück. Im Januar 2014 beendete sie aufgrund der Folgen einer Kopfverletzung ihre Karriere. In der Saison 2014/15 war sie als Co-Trainerin der Damenmannschaft von UMF Stjarnan tätig. Anfang 2016 entschloss sich Rakel Dögg Bragadóttir wieder mit dem Handballspielen zu beginnen und lief daraufhin für UMF Stjarnan auf. Ab der Saison 2018/19 ist sie bei UMF Stjarnan wieder als Co-Trainerin tätig. Zur Saison 2020/21 übernahm sie den Trainerposten von UMF Stjarnan. Im Januar 2022 trat sie von diesem Amt zurück. Seit der Saison 2022/23 ist sie bei Fram Reykjavík als Co-Trainerin tätig.
Rakel Dögg bestritt 102 Länderspiele für Island. Mit der isländischen Nationalmannschaft qualifizierte sie sich im Jahr 2010 erstmals für die Europameisterschaften.
Rakel Dögg Bragadóttir trainiert die islandische U-17-Nationalmannschaft.